# Mashi Shuiku
Mashi Shuiku är en reservoar i Kina. Den ligger i den autonoma regionen Guangxi, i den södra delen av landet, omkring 320 kilometer norr om regionhuvudstaden Nanning. Mashi Shuiku ligger 298 meter över havet. I omgivningarna runt Mashi Shuiku växer i huvudsak blandskog.
Genomsnittlig årsnederbörd är 2 339 millimeter. Den regnigaste månaden är juni, med i genomsnitt 487 mm nederbörd, och den torraste är oktober, med 61 mm nederbörd.